# Francisco Javier Elorriaga
Francisco Javier Elorriaga Iturriagagoitia (Abadiano, 3 de diciembre de 1947 - ), ciclista profesional español de la década de 1970.
Javier Elorriaga nació el 3 de diciembre de 1947 en la localidad de vizcaína de Abadiano en el País Vasco, España. Como corredor amateur, Elorriaga participó en los Juegos Mediterráneos de 1971, donde obtuvo dos medallas de oro y en los Juegos Olímpicos de Múnich 1972, donde tomó parte en la prueba de fondo en carretera quedando 16.º clasificado. Tras participar en los Juegos Olímpicos pasa al campo profesional, siendo fichado por el equipo ciclista Kas.
Los equipos de su carrera profesional serían el Kas-Kaskol (1972-75), Super Ser-Zeus (1976), Teka (1977-78), Novostil-Helios (1979) y Flavia-Gios (1980). 
A lo largo de su carrera profesional Elorriaga obtendría 40 victorias. Destacaron sus actuaciones en pequeñas vueltas por etapas donde obtuvo numerosas victorias: Vuelta a Aragón (6 etapas y dos triunfos en la general), Vuelta a Asturias (5 etapas), Vuelta a Cantabria (5 etapas), Vuelta al País Vasco (3 etapas), etc.
En las grandes vueltas obtuvo 2 triunfos de etapa en la Vuelta ciclista a España. Solo participó en la edición de 1978 del Tour de Francia, en la que abandonó.

## Palmarés
| 1967 - Campeón de España contra-reloj por equipos 1969 - 1 etapa de la Vuelta a Cantabria | 1971 - Medalla de Oro en los Juegos Mediterráneos de 1971 Ciclismo en ruta - Medalla de Oro en los Juegos Mediterráneos de 1971 Contra-reloj por equipos - Memorial Sabino Zamarripa 1972 - G.P.Liberación |

### Profesional
| 1973 - G.P. Llodio - Trofeo Masferrer - 1 etapa de la Vuelta a Andalucía - 1 etapa de la Vuelta al País Vasco - 2 etapas de la Vuelta a Aragón - 1 etapa de la Vuelta a Asturias - 1 etapa de los Tres Días de Leganés 1974 - Vuelta a Aragón, más 1 etapa - 2 etapas de la Vuelta a Cantabria - 1 etapa de la Vuelta a Mallorca - G.P. Villafranca - Clasificación de las metas volantes de Vuelta a España 1975 - Vuelta a La Rioja, más 1 etapa - Torrejón - Dyc - 1 etapa de la Vuelta a Asturias - 2.º en el Campeonato de España en Ruta 1976 - Vuelta a Aragón, más 3 etapas - 1 etapa de la Vuelta al País Vasco - 1 etapa de la Vuelta a Cantabria - 2 etapas de los Tres Días de Leganés | 1977 - G.P.de Caboalles de Abajo - Tres Días de Leganés, más 1 etapa - 1 etapa de la Vuelta al País Vasco - 1 etapa de la Vuelta a Asturias - 1 etapa de la Vuelta a Cantabria 1978 - Trofeo Luis Puig - G.P. Botella - 1 etapa de la Vuelta a España - 1 etapa de la Vuelta a Cantabria - 2 etapas de la Vuelta a Asturias 1980 - 3.º en el Campeonato de España - 1 etapa de la Vuelta a España - 1 etapa del G.P. Navarra |

## Resultados en Grandes Vueltas y Campeonato del Mundo
Durante su carrera deportiva ha conseguido los siguientes puestos en las Grandes Vueltas y en los Campeonatos del Mundo en carretera:
| Carrera         | 1972 | 1973 | 1974 | 1975 | 1976 | 1977 | 1978 | 1979 | 1980 |
| --------------- | ---- | ---- | ---- | ---- | ---- | ---- | ---- | ---- | ---- |
| Giro de Italia  | -    | -    | -    | 58.º | -    | 98.º | -    | -    | -    |
| Tour de Francia | -    | -    | -    | -    | -    | -    | Ab.  | -    | -    |
| Vuelta a España | -    | 45.º | 16.º | -    | 26.º | 24.º | 27.º | 51.º | 42.º |
| Mundial en Ruta | -    | -    | -    | -    | 18.º | -    | -    | -    | -    |

-: No participa

Ab.: Abandono